# Eleições legislativas na Abecásia (2007)
As eleições legislativas na Abecásia de 2007 decorreram em duas voltas, respectivamente a 4 de Março e 18 de Março de 2007.
Foram organizadas 189 secções de voto. para eleger 35 membros parlamentares.
A Abecásia é uma República do Cáucaso autodeterminada. Fica a Norte da Geórgia, de quem se declarou independente após a guerra civil de 1992-1993, a qual destruiu a economia do país. Disputa a independência com aquele país desde então.

## Candidatos por etnia
- 92 abecases
- 10 arménios
- 5 georgianos
- 4 russos
- 1 ucraniano

Sergei Bagapsh, o Presidente da Abcásia, enfatizou a necessidadede haver uma multietnicidade parlamentar, onde todas as minorias estivessem representadas. Também chamou a atençãopara o assunto predominante da campanha, o reconhecimento internacional para o de facto estado independente.

## Partidos políticos participantes

### Apoio ao presidente Bagapsh
- Abcásia Unida
- Aytayra
- Amtsakhara

### Apoio ao vice-presidenteRaul Khadjimba(oposição)
- Forum do Povo Unido da Abcásia

### Sem filiação governamental
- Partido Comunista da Abecásia
- União dos Cidadãos Russos

## 4 de Março
Na Primeira Volta das Eleições foram eleitos 18 dos 35 assentos parlamentares. Participaram cerca de 47.25% dos cerca de 130.000 eleitores registados. Nem a Geórgia nem a União Europeia reconheceram estas eleições,citando a falta de participação dos refugiados da Georgia.

## 18 de Março
Na Segunda Volta das Eleições foram eleitos os restantes 17 deputados para o Parlamento da Abcásia.

## Resultados totais
28 dos 35 candidatos eleitos eram apoiantes do Presidente Sergei Bagapsh, que se revelou o grande vencedor deste sufrágio, enquanto que os restantes 7 foram distribuídos pelas forças da oposição.
A distribuição por etnias foi feita da seguinte forma
- 26 abcases
- 3 russos
- 3 arménios
- 2 georgianos
- 1 turco